# Кувонж
Кувонж (фр. Couvonges) насеље је и општина у североисточној Француској у региону Лорена, у департману Меза која припада префектури Бар ле Дик.
По подацима из 2011. године у општини је живело 155 становника, а густина насељености је износила 33,99 становника/km². Општина се простире на површини од 4,56 km². Налази се на средњој надморској висини од 284 метара (максималној 208 m, а минималној 146 m).

## Демографија
| 1962. | 1968. | 1975. | 1982. | 1990. | 1999. | 2011. |
| ----- | ----- | ----- | ----- | ----- | ----- | ----- |
| 74    | 128   | 115   | 107   | 108   | 112   | 155   |

График промене броја становника у току последњих година